# علاقات روسيا الخارجية

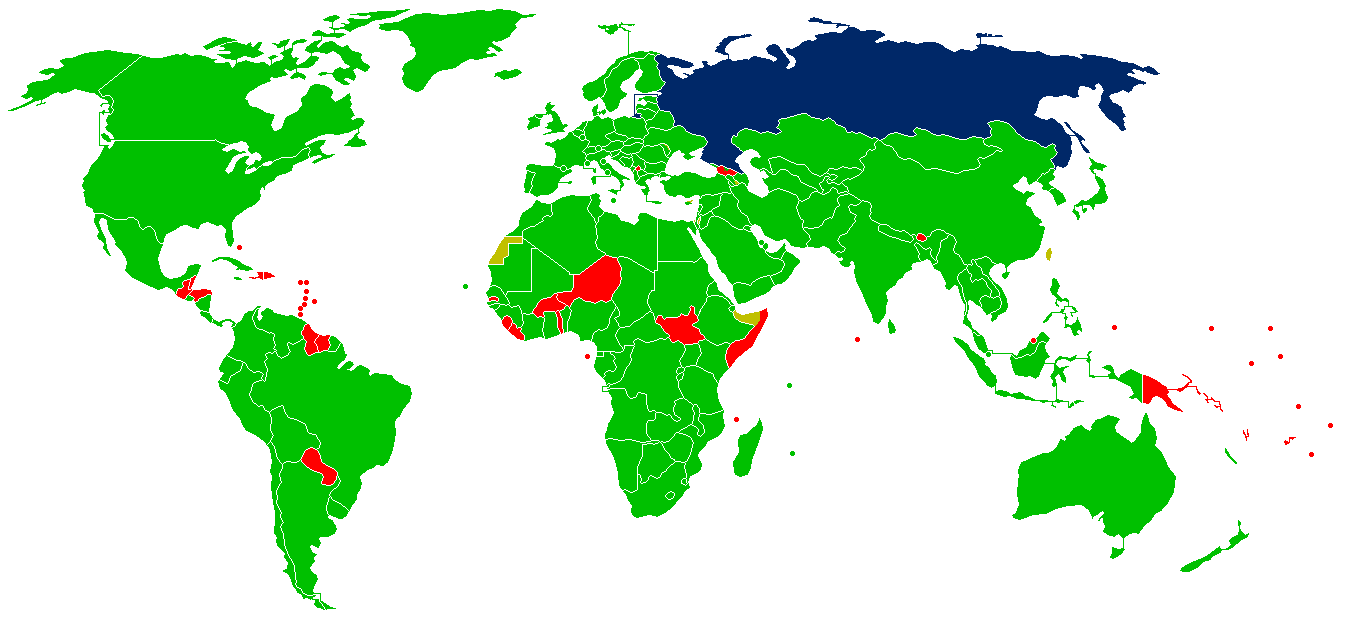
العلاقات الدبلوماسية بين دول العالم وروسيا
روسيا
الدول التي لديها علاقات مع روسيا
الدول التي لا تملك روسيا معها علاقات ثنائية
المناطق المتنازع عليها

العلاقات الخارجية لروسيا هي سياسة الحكومة الروسية التي توجه التفاعلات مع الدول الأخرى ومواطنيها والمنظمات الأجنبية.

## سياسات خارجية
عقب تفكك الاتحاد السوفيتي، يُنظر إلى السياسة الروسية الخارجية على أنها وليدة صراع نشب بين ثلاث مدارس متنافسة: التعاون الأطلسي، والتي سعت نحو إقامة علاقة أوثق مع الولايات المتحدة والعالم الغربي عمومًا؛ الإمبريالية، وفيها سعى أفرادها إلى استعادة الهيمنة الجزئية التي فقدتها روسيا خلال العقد الماضي؛ سلافوفيليا، والتي دعت إلى تعزيز عزلة روسيا ضمن إطارها الثقافي. سادت أيدولوجية التعاون الأطلسي خلال السنوات الأولى من إنشاء الاتحاد الروسي الجديد، بقيادة أندري كوزيريف، ولكنها تعرضت للهجوم لفشلها في الدفاع عن التفوق الروسي في الاتحاد السوفيتي السابق. مثلت ترقية يفكيني بريماكوف إلى منصب وزير الخارجية بداية نهج أكثر وطنية إزاء السياسة الخارجية.
استمرت رئاسة فلاديمير بوتين من يناير 2000 حتى مايو 2008 وتولى الرئاسة مجددًا من عام 2012 حتى الآن. فيما يتعلق بالشؤون الدولية، أدلى بوتين بتصريحات عامة تعرضت للكثير من الانتقادات فيما يتعلق بسياسة الولايات المتحدة الخارجية وغيرها من الدول الغربية. في فبراير 2007، خلال مؤتمر ميونيخ السنوي المعني بالسياسة الأمنية، انتقد بوتين ما وصفه بهيمنة الولايات المتحدة الاحتكارية على العلاقات العالمية، وأشار إلى أن الولايات المتحدة أظهرت «استخدامًا مفرطًا للقوة في العلاقات الدولية». ذكر أنه وبسبب ذلك «لا يشعر أحد بالأمان! لأنه لا يمكن لأحد أن يشعر بأن القانون الدولي يشبه الجدار الحجري الذي سيحميه. وبالطبع فإن مثل هذه السياسة تشجع على سباق التسلح.»
اقترح بوتين عددًا من المبادرات مثل إنشاء مراكز دولية لتخصيب اليورانيوم ومنع نشر الأسلحة في الفضاء الخارجي. خلال مقابلة أجريت في يناير 2007، ذكر بوتين أن روسيا تؤيد إقامة عالم ديمقراطي متعدد الأقطاب وتعزيز نظام القانون الدولي.
تصف العديد من وسائل الإعلام الغربية وبعض السياسيين بوتين بالاستبدادي، وُصفت العلاقات الشخصية التي تجمعه بالعديد من حكام الدول بالودية، كالرئيس الأمريكي السابق جورج دبليو بوش، والرئيس البرازيلي السابق لويس إيناسيو لولا دا سيلفا، والرئيس الفنزويلي السابق هوغو شافيز، والمستشار الألماني السابق غيرهارد شرودر، والرئيس الفرنسي السابق جاك شيراك، ورئيس الوزراء الإيطالي السابق سيلفيو برلسكوني. تشير التقارير إلى أن علاقة بوتين بمستشارة ألمانيا أنجيلا ميركل بأنها «أكثر برودة» و «يغلب عليها الطابع العملي» مقارنة بشراكته مع المستشار السابق غيرهارد شرودر، الذي قبل وظيفة مع اتحاد نقابي بقيادة روسيا بعد تركه منصبه.
في أعقاب هجمات 11 سبتمبر على الولايات المتحدة، وافق بوتين على إنشاء قواعد عسكرية للتحالف في آسيا الوسطى قبل الحرب التي قادتها الولايات المتحدة ضد أفغانستان وخلالها. اعترض القوميون الروس على إنشاء أي وجود عسكري أميركي على أراضي الاتحاد السوفيتي السابق، وتوقعوا أن يحرص بوتين على استبعاد وجود الولايات المتحدة في جمهوريات آسيا الوسطى، أو على أقل تقدير أن يضمن التزامًا من واشنطن بالانسحاب من هذه القواعد بمجرد انقضاء الضرورة العسكرية الفورية.
خلال أزمة نزع السلاح في العراق 2002-2003، عارض بوتين تحرك واشنطن لغزو العراق دون استحقاق قرار مجلس الأمن التابع للأمم المتحدة والذي يأذن صراحة باستخدام القوة العسكرية. بعد إعلان نهاية الحرب رسميًا، طلب الرئيس الأمريكي جورج بوش من الأمم المتحدة رفع العقوبات عن العراق. أيد بوتين رفع العقوبات في الوقت المناسب، مجادلًا بضرورة منح لجنة الأمم المتحدة الفرصة أولًا لاستكمال عملها في البحث عن أسلحة الدمار الشامل في العراق.
في عام 2005، تفاوض بوتين والمستشار الألماني السابق غيرهارد شرودر بشأن إنشاء خط أنابيب رئيسي للغاز فوق منطقة البلطيق بين روسيا وألمانيا. حضر شرودر عيد ميلاد بوتين الثالث والخمسين في سانت بطرسبرغ في العام ذاته.
أصبحت رابطة الدول المستقلة، والتي يُنظر إليها في موسكو باعتبارها ضمن إطار نفوذها التقليدي، واحدة من أولويات السياسة الخارجية في عهد بوتين، إذ نما الاتحاد الأوروبي وحلف شمال الأطلسي ليشملا جزءًا كبيرًا من أوروبا الوسطى، ودول البلطيق مؤخرًا.
أثناء الانتخابات الرئاسية الأوكرانية عام 2004، زار بوتين أوكرانيا مرتين قبل الانتخابات لإظهار دعمه لرئيس الوزراء الأوكراني فيكتور يانوكوفيتش، الذي اعتُبر مرشحًا مؤيدًا للكرملين، وهنأه على فوزه المتوقع قبل عقد الانتخابات الرسمية. انتُقد بوتين بسبب تأييده الشخصي ليانوكوفيتش باعتباره تدخلًا غير مبرر في شؤون دولة ذات سيادة. تطورت الأزمات التي شابت علاقات روسيا مع جورجيا ومولدوفا، إذ اتهمت الجمهوريتان السوفياتيتان السابقتان موسكو بدعم الكيانات الانفصالية في أراضيها.
ما يزال التوتر يشوب علاقات روسيا مع دول البلطيق كذلك. في عام 2007، ازداد تدهور العلاقات بين روسيا وإستونيا نتيجة الجدل الدائر حول نصب الجندي البرونزي.

## الأردن
اقيمت العلاقات الدبلوماسية بين الأردن والاتحاد السوفيتي 21 أغسطس 1963. وفي 16 فبراير عام 1992 اعترفت الأردن بروسيا كوريثة للاتحاد السوفيتي. تربط البلدين علاقات الصداقة والتعاون على امتداد سنين طويلة، وكانت اسس تلك العلاقات قد ارسيت في عهد الراحل حسين. وتتسم العلاقات السياسية بين الأردن وروسيا بتطابق المواقف في معظم القضايا الدولية. بالنسبة للجانب الاقتصادي فتم في 20 أغسطس 1988 التوقيع على الاتفاقية الخاصة بتشكيل لجنة التعاون الاقتصادي والعلمي والتقني الثنائية بين الحكومتين السوفيتية والأردنية، اما في نوفمبر عام 1993 فاتخذ قرار بتشكيل اللجنة الروسية - الأردنية المماثلة. كان التبادل التجاري بين البلدين في عام 2002 يعادل مبلغ 32.7 مليون دولار، وفي عام 2003 مبلغ 50 مليون دولار، وفي عام 2006 مبلغ 140 مليون دولار. اما في عام 2008 فبلغ التبادل السلعي بين روسيا والأردن ما قيمته 410 ملايين دولار، بما فيه صادرات روسية إلى المملكة الأردنية الهاشمية بمقدار 406.5 مليون دولار، وواردات روسية من المملكة بمقدار 3.5 مليون دولار. عقدت في عمان عام 2007 اتفاقية التعاون بين شركة «افتوفاز» الروسية وشركة «يوردانين كومباني جنرال اوتوموبيل اندستري» الأردنية التي قضتع بإنشاء معمل تجميع سيارات «لادا» تبلغ قدرته الإنتاجية 30 الف سيارة كل سنة.

## إسرائيل
أقيمت العلاقات الدبلوماسية بين الاتحاد السوفيتي وإسرائيل في مايو عام 1948، وقد قطعت العلاقات بين موسكو وتل أبيب في عام 1953 ثم في عام 1956 ثم انقطعت العلاقات في يونيو/حزيران عام 1967 بسبب رفض إسرائيل وقف إطلاق النار في حرب حزيران مع العرب. واستؤنفت الاتصالات على المستوى القنصلي في عام 1987. اما عام 1991 فشهد استعادة العلاقات الدبلوماسية بين إسرائيل والاتحاد السوفيتي. يقطن إسرائيل ما يزيد عن مليون واحد ممن ينحدرون من الاتحاد السوفيتي، الأمر الذي يعتبر عاملا هاما في العلاقات الثنائية. تنظم العلاقات الروسية الإسرائيلية في المجال التجاري والاقتصادي الاتفاقية الموقعة بين الحكومتين الروسية والإسرائيلية يوم 27 أبريل/نيسان عام 1994. وتقضي هذه الاتفاقية بمنح كل من الجانبين الروسي والإسرائيلي نظام الأفضلية القصوى في التجارة وتشكيل اللجنة الروسية الإسرائيلية المشتركة الخاصة بالتعاون التجاري والاقتصادي. وقد وقعت بين الحكومتين اتفاقيات التعاون العلمي التقني والتعاون في مجال القطاع الزراعي والصحة والطب والغاء الضرائب المزدوجة والتعاون في مجال النقل البحري. كان حجم التبادل السلعي لم يزد عام 1991 عن 12 مليون دولار. فيما وصل في عام 2006 إلى 1.9 مليار دولار. وبين الاتجاهات الرئيسية للتعاون الروسي الإسرائيلي يمكن ذكر الأبحاث الفضائية والمواصلات والتكنولوجيات المعلوماتية والاتصال التكنولوجيات الزراعية والصناعية وقطاع الأعمال الخاصة بالماس ومعاجة الماس والمعادن ضمنا. والجدير بالذكر ان نسبة 45-55% من إجمالي التصدير الإسرائيلي تعود إلى قِطع الألماس غير المعالجة. ويشغل النفط ومشتقاته مكانة هامة في التعاون بمجال الطاقة (نسبة 30-40% من إجمالي التصدير الروسي إلى إسرائيل). ومن أكثر المشاريع مستقبلية قد يكون مشروع توريد الغاز الطبيعي الروسي إلى إسرائيل. وتجري مباحثات بهذا الشأن بين شركة «غازبروم» الروسية والجانب الإسرائيلي.

## تركيا
العلاقات الثنائية بين الدولتين الروسية والتركية لها تاريخ عمره 5 قرون. وبعث ايفان الثالث الأمير الأكبر وحاكم روسيا في عام 1492 برسالة إلى السلطان العثماني بايزيد الثاني حول مسائل التجارة البحرية بين الجانبين. وافتتحت السفارة الدائمة للامبراطورية الروسية بالقسطنطينية في عام 1701. وأقيمت العلاقات الدبلوماسية بين تركيا وروسيا السوفيتية في 2 يونيو/حزيران عام 1920. وفي عام 1923 أقيمت العلاقات الدبلوماسية بين تركيا والاتحاد السوفيتي. واعترفت تركيا في عام 1991 بروسيا الاتحادية بكونها وارثة لحقوق للاتحاد السوفيتي. وقد عقدت بين روسيا وتركيا ما يزيد عن 60 معاهدة تخص التعاون في المجالات المختلفة. وضمن أهم الاتفاقيات المعقودة في السنوات الأخيرة معاهدة اسس العلاقات (عام 1992)، وخطة الأعمال الخاصة بتطوير التعاون بين روسيا وتركيا في القارة الاوراسية (عام 2001)، واتفاقية التعاون العسكري (عام 2002)، والبيان السياسي المشترك حول تعميق الصداقة والشراكة (عام 2004). تعد تركيا شريكة اقتصادية تقليدية لروسيا. ويزداد حجم التبادل السلعي بين البلدين من سنة إلى أخرى. وقد بلغ عام 2004 قيمة 11 مليار دولار. اما في عام 2008 فبلغ قيمة قياسية قدرها 33.8 مليار دولار. وتشير وزارة التنمية الاقتصادية الروسية إلى أن تطور الازمة الاقتصادية العالمية أدى إلى انخفاض حجم التبادل السلعي بين روسيا وتركيا حيث انخفض هذا المؤشر في الفترة ما بين يناير/كانون الثاني ومايو/آيار حتى قيمة 6,7 مليار دولار، مما يعد اقل بنسبة 51% بالمقارنة مع الفترة المماثلة في عام 2008. لكن البلدين ينويان رفع حجم التبادل التجاري بينهما إلى 100 مليار دولار خلال 5 سنوات قادمة. وتشغل تركيا المرتبة الخامسة بين الشركاء التجاريين لروسيا. ومن أهم الصادرات الروسية إلى تركيا موارد الطاقة والمنتجات الحديدية والمواد الكيميائية. اما الواردات الروسية من تركيا فتشمل النسيج ومنتجاته والماكينات ووسائل النقل ومنتجات الصناعة الكيميائية والمواد الغذائية.
وبلغ حجم الاستثمارات التركية في روسيا نحو 7 مليارات دولار. اما الاستثمارات الروسية في تركيا فبلغت زهاء 4 مليارات دولار.

## ألمانيا
يعود تاريخ إقامة العلاقات الدبلوماسية بين ألمانيا الاتحادية والاتحاد السوفيتي إلى يوم 13 سبتمبر عام 1955، وفي 26 ديسمبر عام 1991 أصبحت ألمانيا الموحدة واحدة من أولى الدول التي اعترفت بروسيا بصفتها وارثة للاتحاد السوفييتي. وتشغل اجتماعات القمم بين رئيس روسيا ومستشار ألمانيا الاتحادية مكانة خاصة في العلاقات الروسية الألمانية وتبنى عليها قاعدة عامة للعلاقات الودية الطيبة بين البلدين. يعقد كل سنة منذ عام 2001 المنتدى الألماني - الروسي «حوار بطرسبورغ». كما تجري سنويا لقاءات بين ممثلي الرأي العام للبلدين. وقع البلدان في السنوات الأخيرة الاتفاقية الخاصة بتسهيل تبادل الزيارات بين مواطني ألمانيا الاتحادية وروسيا، واتفاقية ترانزيت المواد العسكرية والأفراد الألمان عبر أراضي روسيا إلى أفغانستان وذلك بسبب مشاركة ألمانيا الاتحادية في قوات التحالف الدولية في أفغانستان (عام 2003)، والبيان المشترك حول توسيع التعاون بين روسيا وألمانيا في مكافحة الإرهاب الدولي (عام 2004). أضحت ألمانيا على مدى سنوات أخيرة من أهم شركاء روسيا الاتحادية التي أصبحت بدورها في عام 2007 مستهلكًا رئيسًا للصادرات الألمانية لتسبق الصين في هذا الشأن. وازداد التبادل التجاري بين البلدين في عام 2007 بنسبة 23 بالمائة وبلغ 56 مليار يورو. وبلغت الاستثمارات الألمانية في الاقتصاد الروسي في عام 2007 حوالي 5 مليارات يورو. وتعمل في روسيا الآن ما يقارب 4,5 الف شركة ألمانية. بلغ التبادل السلعي بين الجانبين في عام 2008 قيمة 67.2 مليار دولار، أي ما يزيد عما هو عليه في عام 2007 بنسبة 25.2%. وتتقدم ألمانيا الاتحادية الدول الأخرى من حيث حجم الاستثمارات في الاقتصاد الروسي. وازداد هذا الحجم في عام 2008 بالمقارنة مع سنة 2007 بقيمة 10.7 مليار دولار. اما الحجم الإجمالي للاستثمارات الألمانية في الاقتصاد الروسي فبلغ في عام 2008 قيمة 17.4 مليار دولار.

## الناتو
في عام 1949 حين قام حلف الناتو دعا الاتحاد السوفيتي بحزم إلى إدانة كل من اسسه. إلا أن الاتحاد السوفيتي حاول في عام 1954 التخلي عن سياسة المواجهة وإنشاء نظام الأمن لعموم أوروبا. في 20 ديسمبر/كانون الأول عام 1991 اعرب بوريس يلتسين أول رئيس لروسيا في رسالة بعث بها إلى وزراء الخارجية للدول الأعضاء في الناتو عن استعداد روسيا للنظر في مسألة الانضمام إلى الناتو باعتبارها هدفا سياسيا مستقبليا. ووقعت روسيا والناتو في 22 يونيو/حزيران عام 1994 مذكرة التفاهم في اطار برنامج «الشراكة من أجل السلام» والبروتوكول الخاص الذي منح موسكو صلاحيات أكثر مما يمتلكها المشاركون الاخرون في هذا البرنامج واعترف بوضعها القانوني، كونها دولة كبرى. لكنه لم يمنح روسيا حق التصويت لدى اتخاذ قرارات في الناتو.

## مصر
أقيمت العلاقات الدبلوماسية بين الاتحاد السوفيتي ومصر في 26 أغسطس/آب عام1943. وشهدت العلاقات بين البلدين تغيرات جدية، كما تغيرت أولوياتها على الصعيدين الخارجي والداخلي. أصبحت روسيا ومصر اليوم شريكتين على الصعيدين الثنائي والدولي. وتمت الخطوة الأولى للتعاون المصري الروسي في آب/أغسطس عام 1948 حين وقعت أول اتفاقية اقتصادية حول مقايضة القطن المصري بحبوب وأخشاب من الاتحاد السوفيتي. وشهدت العلاقة تطورات متلاحقة كان أبرزها بعد ثورة يوليو /تموز عام 1952 حين قدم الاتحاد السوفيتي لمصر المساعدة في تحديث قواتها المسلحة وتشييد السد العالي. بلغت العلاقات الثنائية ذروتها في فترة الخمسينات – الستينات من القرن العشرين حين ساعد آلاف الخبراء السوفيت مصر في إنشاء المؤسسات الإنتاجية، وبينها السد العالي في اسوان ومعمل الحديد والصلب في حلوان ومجمع الألومنيوم بنجع حمادي ومد الخطوط الكهربائية اسوان – الإسكندرية. وتم في مصر إنجاز 97 مشروعا صناعيا بمساهمة الاتحاد السوفيتي. وزودت القوات المسلحة المصرية منذ الخمسينات بأسلحة سوفيتية. كانت مصر في طليعة الدول التي أقامت العلاقات الدبلوماسية مع روسيا الاتحادية بعد انهيار الاتحاد السوفيتي عام 1991. وتتطور العلاقات السياسية على مستوى رئيسي الدولتين والمستويين الحكومي والبرلماني. وجاءت الزيارة الرسمية الأولي للرئيس مبارك إلى روسيا الاتحادية في أيلول /سبتمبر 1997، وقع خلالها البيان المصري الروسي المشترك وسبع اتفاقيات تعاون، ما بالنسبة للميدان الاقتصادي فقد تقلص نطاق التعاون العملي في التسعينات. ولكن من الملاحظ أنه ينمو باطراد في السنوات الأخيرة. وقد بلغ حجم تبادل السلع والخدمات بين البلدين في عام 2006 حوالي مليار و950 مليون دولار. ويشكل التبادل التجاري منه قرابة المليار و200 مليون دولار.وقد ازداد حجم التبادل التجاري في السنوات الأربع بحوالي 5 امثال. وهو يشكل الآن أكثر من ملياري دولار. وبلغ التبادل السلعي بين البلدين في عام 2008 حوالي 2.065 مليار دولار. وقعت شركة«كاماز» في مارس عام 2004 مع شركة «تاكو يوروماتيك» المصرية مذكرة التفاهم حول إنشاء معمل تجميع السارات «كاماز». وفي فبراير عام 2006 تم افتتاح معمل تجميع السيارات «لادا» في مصر.

## تونس
اقيمت العلاقات بين الاتحاد السوفيتي وتونس في 11 يوليو/تموز عام 1956. واعلنت تونس اعترافها بروسيا في 25 ديسمبر/كانون الأول عام 1991. وعقد أول لقاء في تاريخ العلاقات الروسية التونسية بين رئيسي روسيا وتونس على هامش مؤتمر قمة الالفية الذي عقد في نيو يورك عام 2000. وجرت في مايو/آيار عام 2001 وأبريل/نيسان عام 2002 أول زيارتين لوزيري الخارجية الروسي والتونسي في تاريخ العلاقات الروسية التونسية إلى كل من تونس وموسكو. وفي نوفمبر/ تشرين الثاني عام 2005 قام وزير خارجية روسيا الاتحادية سيرغي لافروف بزيارة تونس في اطار جولته في المغرب العربي.